# Stáraya Toropa
Stáraya Toropa (ruso: Ста́рая Торо́па) es un asentamiento de tipo urbano de Rusia perteneciente al raión y ókrug municipal de Západnaya Dviná en la óblast de Tver.
En 2021, el asentamiento tenía una población de 1603 habitantes.
Se ubica unos 20 km al oeste de Západnaya Dviná, cerca del límite con la óblast de Pskov.

## Historia
El asentamiento fue fundado en 1870 como poblado ferroviario de la línea de ferrocarril de Ventspils a Rýbinsk. En su origen era un poblado de pequeño tamaño, que medio siglo después de su fundación solamente tenía unos ciento cincuenta habitantes. Se desarrolló notablemente en 1944, cuando la Segunda Guerra Mundial obligó a la Unión Soviética a crear aquí un aeródromo militar. Adoptó el estatus de asentamiento de tipo urbano en 1974.